# Pallacanestro ai Giochi della XXXIII Olimpiade
I tornei di pallacanestro ai Giochi della XXXIII Olimpiade si sono tenuti a Parigi dal 27 luglio all'11 agosto 2024. Si tratta della 21ª edizione del torneo maschile e della 13ª edizione di quello femminile.
Per la seconda volta nella storia dei Giochi si sono svolti anche i tornei maschile e femminile di pallacanestro 3x3.

## Calendario
| G | Fase a gironi | QF | Quarti di finale | SF | Semifinali | B | Finale 3º posto | F | Finale |

| Pallacanestro alla XXXIII Olimpiade | Pallacanestro alla XXXIII Olimpiade | Pallacanestro alla XXXIII Olimpiade | Pallacanestro alla XXXIII Olimpiade | Pallacanestro alla XXXIII Olimpiade | Pallacanestro alla XXXIII Olimpiade | Pallacanestro alla XXXIII Olimpiade | Pallacanestro alla XXXIII Olimpiade | Pallacanestro alla XXXIII Olimpiade | Pallacanestro alla XXXIII Olimpiade | Pallacanestro alla XXXIII Olimpiade | Pallacanestro alla XXXIII Olimpiade | Pallacanestro alla XXXIII Olimpiade | Pallacanestro alla XXXIII Olimpiade | Pallacanestro alla XXXIII Olimpiade | Pallacanestro alla XXXIII Olimpiade | Pallacanestro alla XXXIII Olimpiade | Pallacanestro alla XXXIII Olimpiade | Pallacanestro alla XXXIII Olimpiade | Pallacanestro alla XXXIII Olimpiade |
|                                     | 27/7                                | 28/7                                | 29/7                                | 30/7                                | 31/7                                | 1/8                                 | 2/8                                 | 3/8                                 | 4/8                                 | 5/8                                 | 6/8                                 | 7/8                                 | 8/8                                 | 9/8                                 | 10/8                                | 10/8                                | 11/8                                | 11/8                                |                                     |
| ----------------------------------- | ----------------------------------- | ----------------------------------- | ----------------------------------- | ----------------------------------- | ----------------------------------- | ----------------------------------- | ----------------------------------- | ----------------------------------- | ----------------------------------- | ----------------------------------- | ----------------------------------- | ----------------------------------- | ----------------------------------- | ----------------------------------- | ----------------------------------- | ----------------------------------- | ----------------------------------- | ----------------------------------- | ----------------------------------- |
| Uomini                              | G                                   | G                                   |                                     | G                                   | G                                   |                                     | G                                   | G                                   |                                     |                                     | QF                                  | SF                                  |                                     |                                     | B                                   | F                                   |                                     |                                     |                                     |
| Donne                               |                                     | G                                   | G                                   |                                     | G                                   | G                                   |                                     | G                                   | G                                   |                                     |                                     | QF                                  | SF                                  |                                     |                                     |                                     | B                                   | F                                   |                                     |

|                   | 30/7 | 31/7 | 1/8 | 2/8 | 3/8 | 3/8 | 4/8 | 4/8 | 5/8 | 5/8 | 5/8 |
| ----------------- | ---- | ---- | --- | --- | --- | --- | --- | --- | --- | --- | --- |
| Torneo 3x3 Uomini | G    | G    | G   | G   |     |     | G   | QF  | SF  | B   | F   |
| Torneo 3x3 Donne  | G    | G    | G   | G   | G   | QF  |     |     | SF  | B   | F   |

## Squadre partecipanti

### Torneo maschile
| Torneo di qualificazione | Torneo di qualificazione | Date                          | Luogo                        | Posti | Qualificate   |
| ------------------------ | ------------------------ | ----------------------------- | ---------------------------- | ----- | ------------- |
| Paese ospitante          | Paese ospitante          | -                             |                              | 1     | Francia       |
| Campionato mondiale 2023 | Africa                   | 25 agosto - 10 settembre 2023 | Filippine Indonesia Giappone | 1     | Sudan del Sud |
| Campionato mondiale 2023 | America                  | 25 agosto - 10 settembre 2023 | Filippine Indonesia Giappone | 2     | Canada        |
| Campionato mondiale 2023 | America                  | 25 agosto - 10 settembre 2023 | Filippine Indonesia Giappone | 2     | Stati Uniti   |
| Campionato mondiale 2023 | Asia                     | 25 agosto - 10 settembre 2023 | Filippine Indonesia Giappone | 1     | Giappone      |
| Campionato mondiale 2023 | Europa                   | 25 agosto - 10 settembre 2023 | Filippine Indonesia Giappone | 2     | Germania      |
| Campionato mondiale 2023 | Europa                   | 25 agosto - 10 settembre 2023 | Filippine Indonesia Giappone | 2     | Serbia        |
| Campionato mondiale 2023 | Oceania                  | 25 agosto - 10 settembre 2023 | Filippine Indonesia Giappone | 1     | Australia     |
| Torneo preolimpico 2024  | Torneo preolimpico 2024  | 2 - 7 luglio 2024             | Porto Rico                   | 1     | Porto Rico    |
| Torneo preolimpico 2024  | Torneo preolimpico 2024  | 2 - 7 luglio 2024             | Spagna                       | 1     | Spagna        |
| Torneo preolimpico 2024  | Torneo preolimpico 2024  | 2 - 7 luglio 2024             | Lettonia                     | 1     | Brasile       |
| Torneo preolimpico 2024  | Torneo preolimpico 2024  | 2 - 7 luglio 2024             | Grecia                       | 1     | Grecia        |
| Totale                   | Totale                   |                               |                              | 12    |               |

### Torneo femminile
| Torneo di qualificazione | Date                          | Luogo     | Posti | Qualificate |
| ------------------------ | ----------------------------- | --------- | ----- | ----------- |
| Paese ospitante          | -                             |           | 1     | Francia     |
| Campionato mondiale 2022 | 22 settembre - 1 ottobre 2022 | Australia | 1     | Stati Uniti |
| Torneo preolimpico 2024  | 8 - 11 febbraio 2024          | Belgio    | 2     | Belgio      |
| Torneo preolimpico 2024  | 8 - 11 febbraio 2024          | Belgio    | 2     | Nigeria     |
| Torneo preolimpico 2024  | 8 - 11 febbraio 2024          | Brasile   | 3     | Australia   |
| Torneo preolimpico 2024  | 8 - 11 febbraio 2024          | Brasile   | 3     | Germania    |
| Torneo preolimpico 2024  | 8 - 11 febbraio 2024          | Brasile   | 3     | Serbia      |
| Torneo preolimpico 2024  | 8 - 11 febbraio 2024          | Ungheria  | 3     | Spagna      |
| Torneo preolimpico 2024  | 8 - 11 febbraio 2024          | Ungheria  | 3     | Canada      |
| Torneo preolimpico 2024  | 8 - 11 febbraio 2024          | Ungheria  | 3     | Giappone    |
| Torneo preolimpico 2024  | 8 - 11 febbraio 2024          | Cina      | 2     | Cina        |
| Torneo preolimpico 2024  | 8 - 11 febbraio 2024          | Cina      | 2     | Porto Rico  |
| Totale                   |                               |           | 12    |             |

## Squadre partecipanti 3x3

### Torneo maschile
| Torneo di qualificazione                                  | Date                | Luogo     | Posti | Qualificate |
| --------------------------------------------------------- | ------------------- | --------- | ----- | ----------- |
| Paese ospitante                                           | —                   | —         | 0     | —           |
| Ranking FIBA 3x3                                          | 1º novembre 2023    | Svizzera  | 3     | Stati Uniti |
| Ranking FIBA 3x3                                          | 1º novembre 2023    | Svizzera  | 3     | Cina        |
| Ranking FIBA 3x3                                          | 1º novembre 2023    | Svizzera  | 3     | Serbia      |
| Torneo preolimpico 2024                                   | 16 - 19 maggio 2024 | Ungheria  | 3     | Francia     |
| Torneo preolimpico 2024                                   | 16 - 19 maggio 2024 | Ungheria  | 3     | Lituania    |
| Torneo preolimpico 2024                                   | 16 - 19 maggio 2024 | Ungheria  | 3     | Polonia     |
| Torneo I di qualificazione olimpica FIBA Universale 2024  | 12 - 14 aprile 2024 | Hong Kong | 1     | Lettonia    |
| Torneo II di qualificazione olimpica FIBA Universale 2024 | 3 - 5 maggio 2024   | Giappone  | 1     | Paesi Bassi |
| Totale                                                    |                     |           | 8     |             |

### Torneo femminile
| Torneo di qualificazione                                  | Date                | Luogo     | Posti | Qualificate |
| --------------------------------------------------------- | ------------------- | --------- | ----- | ----------- |
| Paese ospitante                                           | —                   | —         | 1     | Francia     |
| Ranking FIBA 3x3                                          | 1º novembre 2023    | Svizzera  | 2     | Stati Uniti |
| Ranking FIBA 3x3                                          | 1º novembre 2023    | Svizzera  | 2     | Cina        |
| Torneo preolimpico 2024                                   | 16 - 19 maggio 2024 | Ungheria  | 3     | Germania    |
| Torneo preolimpico 2024                                   | 16 - 19 maggio 2024 | Ungheria  | 3     | Spagna      |
| Torneo preolimpico 2024                                   | 16 - 19 maggio 2024 | Ungheria  | 3     | Canada      |
| Torneo I di qualificazione olimpica FIBA Universale 2024  | 12 - 14 aprile 2024 | Hong Kong | 1     | Azerbaigian |
| Torneo II di qualificazione olimpica FIBA Universale 2024 | 3 - 5 maggio 2024   | Giappone  | 1     | Australia   |
| Totale                                                    |                     |           | 8     |             |

## Podi
| Evento               | Oro         | Argento | Bronzo      |
| Torneo maschile      | Stati Uniti | Francia | Serbia      |
| Torneo femminile     | Stati Uniti | Francia | Australia   |
| Torneo maschile 3x3  | Paesi Bassi | Francia | Lituania    |
| Torneo femminile 3x3 | Germania    | Spagna  | Stati Uniti |

## Medagliere
| Pos.   | Paese       | Oro | Argento | Bronzo | Totale |
| ------ | ----------- | --- | ------- | ------ | ------ |
| 1      | Stati Uniti | 2   | 0       | 1      | 3      |
| 2      | Germania    | 1   | 0       | 0      | 1      |
| 2      | Paesi Bassi | 1   | 0       | 0      | 1      |
| 4      | Francia     | 0   | 3       | 0      | 3      |
| 5      | Spagna      | 0   | 1       | 0      | 1      |
| 6      | Australia   | 0   | 0       | 1      | 1      |
| 6      | Lituania    | 0   | 0       | 1      | 1      |
| 6      | Serbia      | 0   | 0       | 1      | 1      |
| Totale | Totale      | 4   | 4       | 4      | 12     |